# Østerby Havn
Østerby Havn – miasto w Danii, w regionie Jutlandia Północna, w gminie Læsø.